# Christ lag in Todes Banden, BWV 4
Christ lag in Todes Banden (BWV 4) ist eine Choralkantate für den Ostersonntag von Johann Sebastian Bach. Ihr Titel wird manchmal auch Christ lag in Todesbanden geschrieben.

## Entstehung
Bei dieser Kantate zum Ostersonntag handelt es sich um ein Frühwerk des Komponisten. Ihr Entstehungsjahr, so wird aus dem Kompositionsstil abgeleitet, dürfte zwischen 1707 und 1713 gelegen haben, und vermutlich noch in Bachs Zeit in Mühlhausen (1707/1708) fallen. Es sind jedoch nur Abschriften aus seinen Leipziger Jahren 1724 mit Ergänzungen von 1725 erhalten, so dass keine Gewissheit über Einzelheiten der Urfassung besteht. Diese könnte zu Bachs Bewerbung um die Organistenstelle in Mühlhausen (Ostern 1707) komponiert und uraufgeführt worden sein. Eine gleichnamige Kantate von Johann Pachelbel, die auf demselben Choral basiert, weist eine Reihe von Ähnlichkeiten zu der Komposition auf und es ist möglich, dass Bach von Pachelbels Werk inspiriert wurde. Der vierstimmige Schlusssatz (Nr. 8) wurde laut dem Handschriftenbefund des Stimmmaterials erst für die Aufführung zu Ostern 1725 durch einen anderen Schreiber ergänzt; ob diese Ergänzung einen anderen Schlusssatz der Mühlhäuser Urfassung ersetzte, ist nicht bekannt. Christ lag in Todes Banden beschloss eine Folge von Choralkantaten, die Bach in seinem zweiten Leipziger Kantatenzyklus nach Trinitatis 1724 begonnenen hatte. Nach Ostern komponierte er keine weiteren Choralkantaten. Die letzte neu komponierte Choralkantate des Zyklus war Wie schön leuchtet der Morgenstern, BWV 1 am Palmsonntag.
Bach hatte Christ lag in Todes Banden auch für eine Aufführung zu Ostern 1724 vorbereitet, diese aber offenbar zugunsten der Kantate BWV 31 zurückgestellt. Die Fassung 1725 unterschied sich durch die erwähnte Ergänzung des Schlusschors sowie im Instrumentalsatz durch einen zusätzlichen Posaunenchor, bestehend aus Zink und Posaunen, der die Singstimmen colla parte verstärkte.

## Thematik
Der Text basiert ausschließlich auf dem gleichnamigen Osterlied von Martin Luther aus dem Jahre 1524. Seine sieben Strophen bilden mit einer kurzen einleitenden Sinfonia die acht Sätze der Kantate. Alle Sätze zitieren die Choralmelodie.
1. Sinfonia
2. Christ lag in Todes Banden
3. Den Tod niemand zwingen kunnt
4. Jesus Christus, Gottes Sohn (Tenor)
5. Es war ein wunderlicher Krieg
6. Hier ist das rechte Osterlamm (Bass)
7. So feiern wir das hohe Fest (Sopran, Tenor)
8. Wir essen und leben wohl (1725 ergänzt)

Der liturgischen Bestimmung gemäß wird die Auferstehung Christi und der Triumph Gottes über den Tod besungen. Die symmetrische Anordnung hebt den Mittelsatz Es war ein wunderlicher Krieg besonders hervor.

## Besetzung
- Gesangsstimmen: Sopran, Alt, Tenor, Bass, nicht genauer als solistisch oder chorisch gekennzeichnet
- Instrumente: Violine I/II, Viola I/II, Basso continuo, dazu in manchen Fassungen Zink und Posaune I-III colla parte mit den Gesangsstimmen

## Besonderheiten
Die Kantate Christ lag in Todes Banden folgt in ihrem Stil noch dem Typus des Choralkonzerts, wie es bei Kantatenkompositionen des 17. Jahrhunderts üblich war. Der von Erdmann Neumeister begründete moderne Stil mit Rezitativen und Arien wurde von Bach erst ab 1714 verwendet.

## Einspielungen
- Gächinger Kantorei, Bach-Collegium Stuttgart, Helmuth Rilling: BWV 4, BWV 172, BWV 85 (in der Reihe Die Bach Kantate). Hänssler, 1987.